# Louise Matz
Louise Matz, geb. Mayer (* 30. Mai 1857 in Reutlingen; † 5. Juni 1938 in Lübeck) war eine deutsche Designerin, vor allem für Textilkunst und Schmuck.

## Leben
Louise Matz stammte aus einer württembergischen Akademikerfamilie. Sie war eine Tochter des Rechtsanwalts in Reutlingen August Georg Ludwig Meyer (1829–1870) und dessen Frau Louise, geb. Strodtbeck. Ihre Großmutter Luise war eine Schwester von Ludwig Uhland.

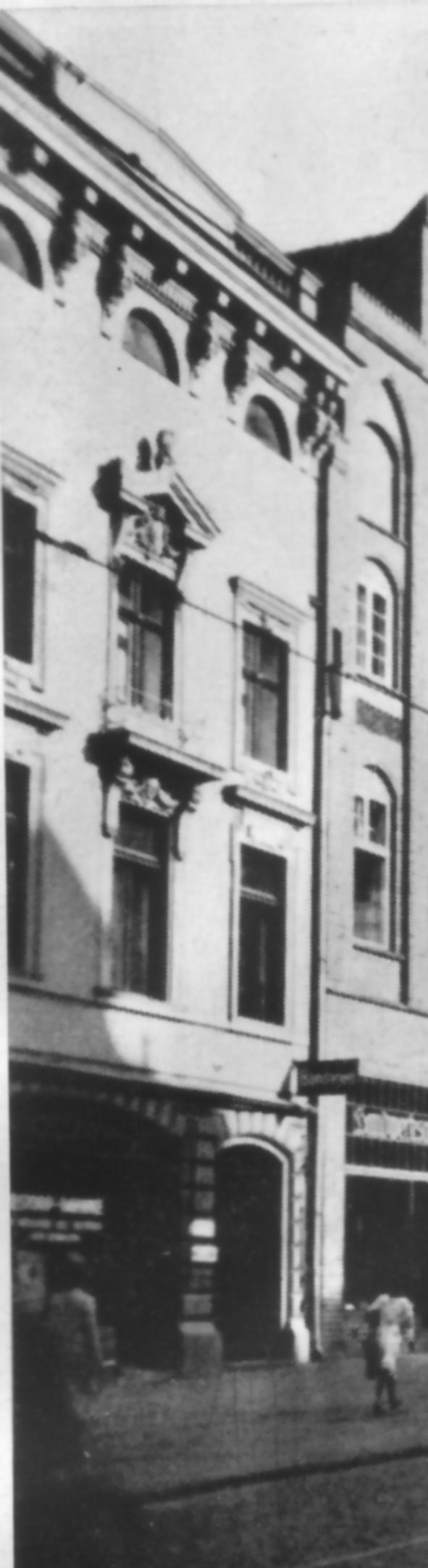
Breite Str. 14 vor der Zerstörung 1942

1880 heiratete sie in Stuttgart den Lübecker Kaufmann Carl Johannes Matz (1847–1920). Sie wurden die Eltern von Friedrich Matz (dem Jüngeren). Carl Matz war ein Sohn des Arztes Carl Matz (1810–1892) und dessen Frau Mathilde Friederike Sophie, geb. Krüger (1821–1905) sowie Bruder von Friedrich Matz (dem Älteren) und Johannes Matz. Carl Matz hatte keine akademische Laufbahn eingeschlagen, sondern die Leitung des 1808 gegründeten Familienunternehmens in Lübeck übernommen. Die Firma Friedrich Matz mit Sitz in der Breiten Straße 14 war ein schon 1808 gegründetes und regional bedeutendes Tapeten- und Dekorationsgeschäft, das unter anderem das Landschaftszimmer im Buddenbrookhaus ausgestattet hatte.
Louise Matz engagierte sich zunächst im Unternehmen ihres Mannes. Gegen Ende des Jahrhunderts begann sie eine zeichnerische Ausbildung in der Kunstschule von Willibald Leo von Lütgendorff-Leinburg. Es folgte ein Praktikum im Kunstgewerbeatelier von Erich Kleinhempel in Dresden. Bereits 1904 war sie mit dem Entwurf eines Brautkleides in Berlin auf einer Ausstellung „Künstlerischer Frauen-Kleider“ vertreten. Ab 1905 stellte sie eigene Arbeiten bei der jährlichen Lübecker Kunstgewerbeausstellung in der Katharinenkirche aus.

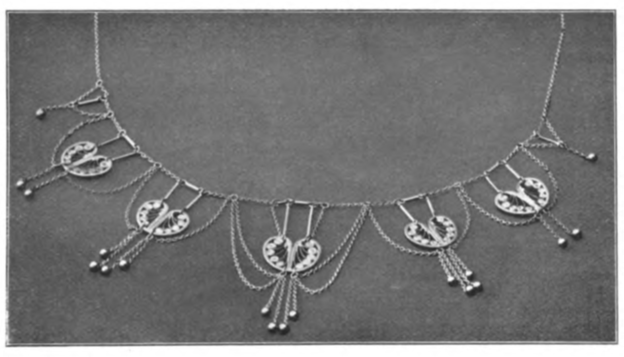
Filigranschmuck von Louise Matz

Louise Matz fertigte zahlreiche Entwürfe zu „Tischzeug, Porzellanen, Tonwaren, Zinngefäßen, Tapeten und besonders zu reizvollen Schmucksachen“. Sie war bald „berühmt für ihren Perlenstickereischmuck“. Einige ihrer Entwürfe wurden von Theodor Fahrner ausgeführt.
1906 gründete sie eine Werkstätte für künstlerische Frauenarbeit. Sie war im Obergeschoss des Geschäftsgebäudes Breite Str. 14 angesiedelt und diente der „Schülerinnenausbildung zu Kunstgewerblerinnen, Musterzeichnerinnen und Kunsttapisseristinnen“. Durch die enge Verzahnung mit dem Unternehmen gab es Gelegenheit zur „Unterweisung im geschäftlichen Betrieb“ für die angehenden Kunstgewerblerinnen. Ein Beitrag in der Kunstchronik 1908 zeigt als Beispiele für Arbeiten der Schülerinnen Schmuck, der vom Stuttgarter Goldschmied Arthur Berger gearbeitet wurde, Keramik, sowie einen Wandteller aus Messing. Louise Matz belebte auch die Tambourierstickerei  (Kunststickerei mit Häkelnadel) neu. Die Werkstatt bestand bis 1917.

## Werke (Auswahl)
- Kaffeedecke (Drellweberei in weiß und rot); Entwurf von Frau Luise Matz, Lübeck.[8]
- Tischdecke (blaues Rayé-Tuch mit grüner Sammtauflage); Entwurf von Luise Matz, Lübeck, Maschinenstickerei von Franz Geisberg, Chemnitz.[8]
- Goldene Brosche und Halskette, nach Entwurf von Frau Luise Matz, Lübeck, ausgeführt von Th. Fahrner, Pforzheim.[8]